# Moros y Cristianos de Alcoy
Las fiestas de Moros y Cristianos de Alcoy, en valenciano Moros i Cristians d'Alcoi, son una fiesta que tiene lugar en la ciudad de Alcoy (Alicante), Comunidad Valenciana, España y que incluyen la representación de la lucha entre dos bandos, musulmán y cristiano. Son de Interés Turístico Internacional desde 1980y Bien de Interés Cultural (BIC) inmaterial desde 2019.

## Origen
Tienen su origen en la batalla de Alcoy producida en 1276 que enfrontó a las tropas benimerines comandadas por el caudillo Al-Azraq contra las tropas cristianas. Los habitantes cristianos de Alcoy fueron ayudados por unos 200 caballeros que se desplazaron a Alcoy desde las distintas comarcas, 40 de estos caballeros del señor feudal Berenguer VI de Entenza.
Según la tradición, esta batalla se produjo el 23 de abril de 1276, día de San Jorge, y en el momento clave de la batalla apareció la figura del santo a caballo sobre las murallas de la ciudad, resultando la batalla a favor del bando cristiano. Desde entonces, San Jorge fue nombrado patrón de la ciudad y en su honor se hace la fiesta el 23 de abril. Como parte de las celebraciones en honor a San Jorge, actualmente, se organizan las fiestas de Moros y Cristianos.
Sin embargo, las últimas investigaciones de diferentes historiadores coinciden que esta tradición difiere de los sucesos que sucedieron en la realidad. Así, la batalla que se conmemora no fue ni el 25 de abril por la puerta de San Marcos, como señalaban algunos historiadores, ni el día 23 de abril como hacían referencias los cronistas de los siglos XVI y XVII. La fecha se situaría el 5 de mayo de 1276. La fecha coincide con la víspera de la festividad de San Jorge según el calendario juliano.
Según las últimas investigaciones se ha llegado a la conclusión de que Al-Azraq realizó, conjuntamente con las tropas benimerines, un primer ataque a un lugar indeterminado de Alcoy. Durante este primer ataque murió el mismo Al-Azraq y las tropas musulmanas se retiraron dirección al sur y esperaron a las tropas cristianas en La Canal -actual zona del Puig-, ya que las tropas defensoras, en ver muerto a Al-Azraq y retirarse los moros, se confiaron y salieron a perseguir las tropas moras según relata el Registro de Cancellería del rey Jaime I. Los musulmanes hicieron una emboscada quedando los cristianos totalmente derrotados.
Los caballeros musulmanes con orden de Al-Azraq, montaban en caballos con estribos cortos, cabalgaban casi arrodillados y sin armadura, lo que les daba mejor agilidad y rapidez en comparación con los caballeros cristianos que iban, la gran mayoría, protegidos con una cota de malla y metales que los hacían más lentos.
Las primeras referencias datan del año 1511. Las Autoridades Municipales de Alcoy añaden el uso de tambores, juegos populares y concursos simulando combates, además de la tradicional celebración religiosa en honor a San Jorge. En 1552 se introduce el arcabuz a la fiesta. En 1574 se registran 250 ballestas, 225 arcabuces y 210 piquetes. El documento mejor conservado en el que se citan las fiestas data de 1672, donde el cronista Carbonell, en su libro Célebre centuria, habla de las celebraciones en honor a San Jorge y la conmemoración de la expulsión de los musulmanes, con la aparición de dos compañías, una de Moros-Christianos y otro de Cathólicos-Christianos, que constituyen el origen de las actuales 28 filaes.

## Historia

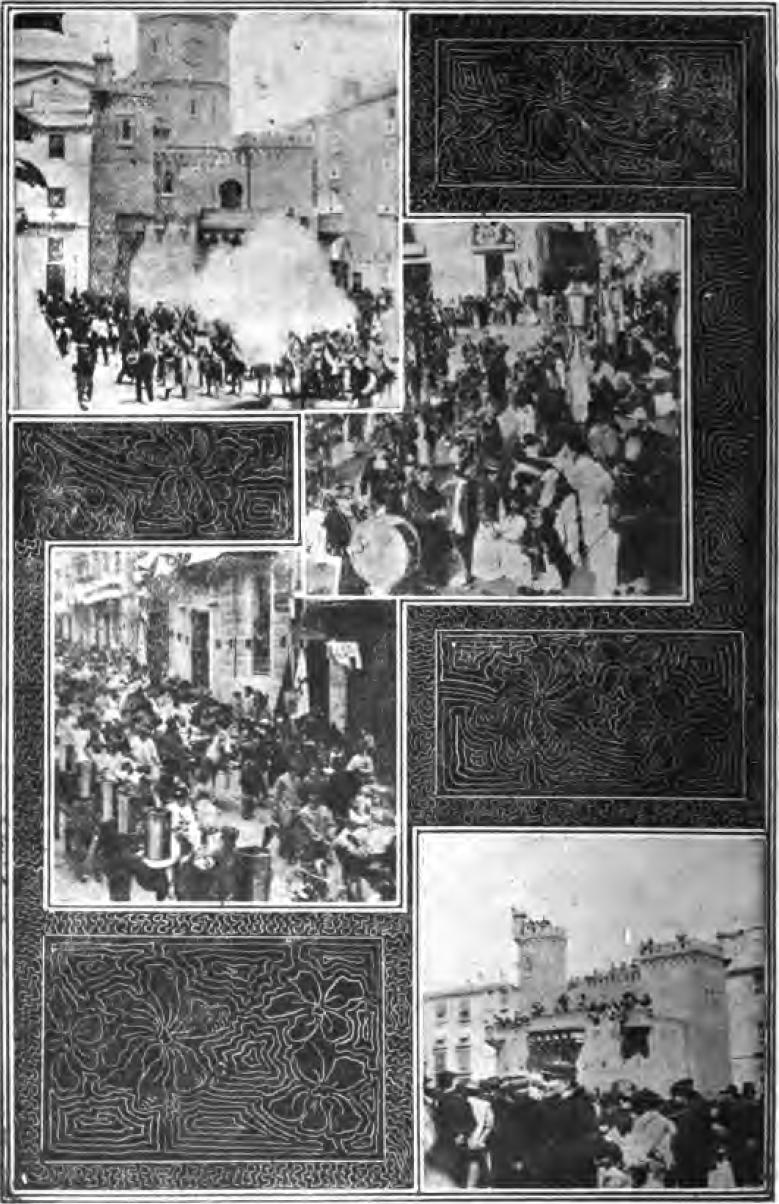
Diferentes momentos de la fiesta antigua.

### SigloXVIII: primeras celebraciones documentadas
En 1707 y con motivo de la guerra de sucesión española el rey Felipe V prohíbe el uso de pólvora para salvas, lo que deja a todas las poblaciones que celebraban las festividades de moros y cristianos sin esta fiesta. No fue hasta 1741 que se recuperan las fiestas de moros y cristianos por todo el territorio valenciano. Es este año que se celebra la primera trilogía como la conocemos hoy en día. Se crean las posibles filaes, una de moros, otra de cristianos y una de capellanes. Además se interpretó por primera vez el acto de la Cucafera, un dragón de cartón, representación de la Mahoma alcoyana, que bajaba hacia la plaza para atacar al pueblo y a una princesa que se encontraba en un entablado de madera, mientras un triunfante San Jorge aparecía para derrotar al dragón. Este acto desaparecido de la trilogía festera se celebraba como fin de las fiestas y sería el antecesor de la aparición de San Jorge que actualmente se celebra el último día.
Una plaga de langostas, una serie de terremotos, inclemencias meteorológicas y una hambruna que acechaba la comarca dejó sin fiestas desde 1755 retomándose de nuevo en 1758. En 1771 el rey Carlos III prohibió el uso de pólvora dentro de las ciudades, prohibición que se mantuvo hasta 1796, ya con el reinado de Carlos IV. Se permitió, al menos en la población alcoyana, realizar disparos de arcabucería en las afueras de la ciudad, por lo que se bajaba al río para los actos necesarios de uso de pólvora.

### SigloXIX: consolidación de la fiesta y la Asociación de San Jorge
En 1810, Miguel Gironés, un molinero y amante de la fiesta de moros y cristianos, encarga a Francisco Pérez una imagen de San Jorge para ser exhibido en procesión durante las fiestas y que guardaría en su casa. Esta sería la primera imagen de San Jorge que se sacaría en la procesión y se trasladaría desde casa de Miguel Gironés al templo parroquial para realizar los cultos religiosos al patrón. Esta imagen se representaba al santo montado a caballo con unos moros a los pies. El mismo Miguel Gironés que encargó la primera imagen de San Jorge fue el alférez y capitán de la filà Llana en 1804 y 1805. Además esta filà fue la primera en sacar una banda de música en la entrada mora en 1817.
En 1832, tras la pérdida de la antigua reliquia, una piedra del templo, se solicitó una nueva reliquia y la archidiócesis de Valencia le concedió a la población una parte del brazo de San Jorge que se conserva en la Catedral de Santa María en Valencia. La reliquia llegó el 22 de abril de 1832 a la ciudad siendo esta un dedo del brazo de San Jorge.
El 10 de mayo de 1839 en el convento de San Agustín se firmó la primera reglamentación y primera acta de la Asociación de San Jorge en la que figuran las filaes de Primera de moros, Sultanes, Tercera de Lana, Primera de Lana, Cuarta de Lana y Séptima de Lana por el bando moro, Asturianos, Cides, Tomasinas, Romanos, Andaluces, Monasillos, Defensores de Alcoy, Granadinos y Guerreros por parte del bando cristiano.
A partir de aquí se escribe la historia de la fiesta de moros y cristianos de Alcoy. En 1845 la bandera dejó de sortearse y pasó a ser una rueda por orden de antigüedad. Entre 1848 y 1849 se suspendieron los festejos populares por una fuerte crisis. Este hecho no consta en las actas de la Asociación de San Jorge, pero existen documentos donde se constata que se mantuvieron los cultos religiosos y la feria. En 1866 la imagen de Miguel Gironés dejó de pertenecer a él para ser trasladada al templo titular donde se veneró hasta 1936, año que fue destruida tras el inicio de la guerra civil española.

### Primera mitad delsigloXX: conflictos y suspensiones
En 1874 y 1875 no hubo fiestas debido a la Revolución del Petróleo. Alcoy estuvo preparada para celebrar el VI Centenario de sus fiestas en 1876, primer año que se celebra el centenario en la fecha correspondiente.
Al inicio de la Segunda República española en 1931 la fiesta sufre un gran cambio. Entre los actos principales que dejan de formar parte de la fiesta son todos aquellos relacionados con San Jorge. Se deja únicamente estos actos a celebrarse dentro de los templos como indican las leyes de la época. Lo único que sí se mantiene es la figura de Sant Jordiet con su aparición en las almenas del castillo y se sustituye la procesión general por una batalla de serpentinas. Algunas filaes de ambos bandos dejaron de formar parte de las fiestas.
Tras el inicio de la guerra civil española se suprimen todos los actos festivos en 1937 y 1938, hechos que ocurrieron en todas las poblaciones que celebraban festejos de moros y cristianos. La fiesta se retoma en abril de 1939 aunque solo con cultos religiosos y ya como fiesta de moros y cristianos en 1940.

### Segunda mitad delsigloXX: consolidación moderna
En los años posteriores a la guerra la fiesta se consolidó dándole más énfasis a la fiesta tanto popular como religiosa. Se volvieron a constituir las filaes antiguas y aparecieron de nuevas. La fiesta tuvo pequeñas modificaciones con el paso de los años. En 1950 el Alférez participa por primera vez en el acto del alardo. En 1952, a petición de la filà Cruzados se cambia el orden de salida del Alférez pasándose al final de la entrada. En 1975, como excepción, y siendo el año del VII Centenario, los actos duraron 4 días. En 1980, tras la creación de la nueva filà mora Benimerines el orden de la entrada es giratorio en sentido inverso para ambos bandos. De este modo las filaes más antiguas dejarían de aparecer las primeras en el acto de la entrada, pero continuarían en el mismo orden para el resto de actos.

### SigloXXI: pandemia y reanudación
En 2020, la pandemia de la enfermedad COVID-19 obliga a trasladar completamente la trilogía festera y todos los actos del resto del año. Todos los cargos festeros tuvieron que esperar a que las condiciones sanitarias fueran favorables. Los moros y cristianos se retomaron en 2022.

## Filaes
Llamadas Comparsas desde sus inicios, no fue hasta mediados del siglo XX cuando empezaron a ser llamadas Filaes, debido a que una sola escuadra o "Filà" desfilaba el día de la Entrada por cada una de las Comparsas.
A continuación se muestra el listado de las 28 comparsas de Alcoy (también conocidas como filaes) por orden de antigüedad tanto en el bando moro como en el bando cristiano:

### Bando Moro

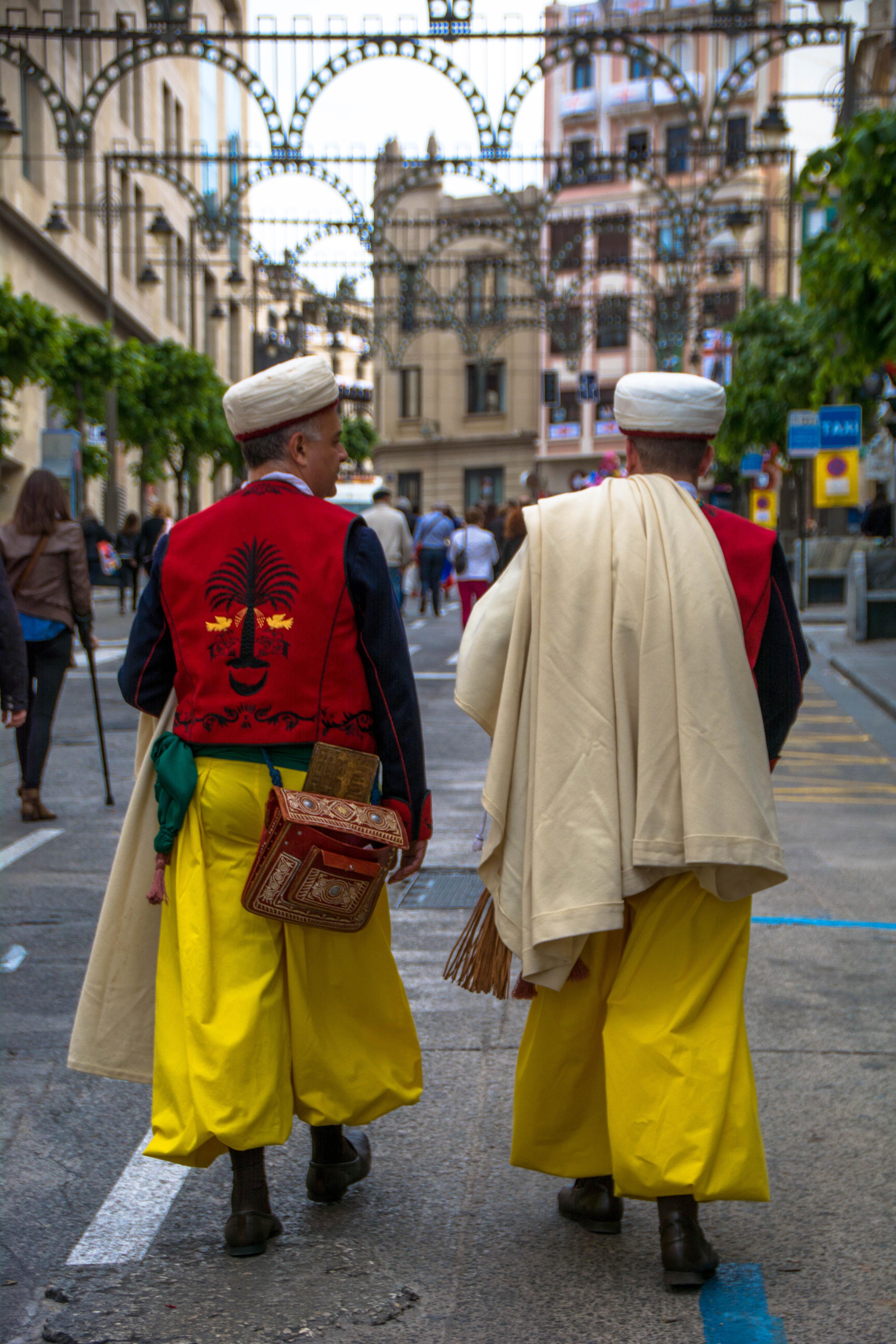
Filà Llana, 2017

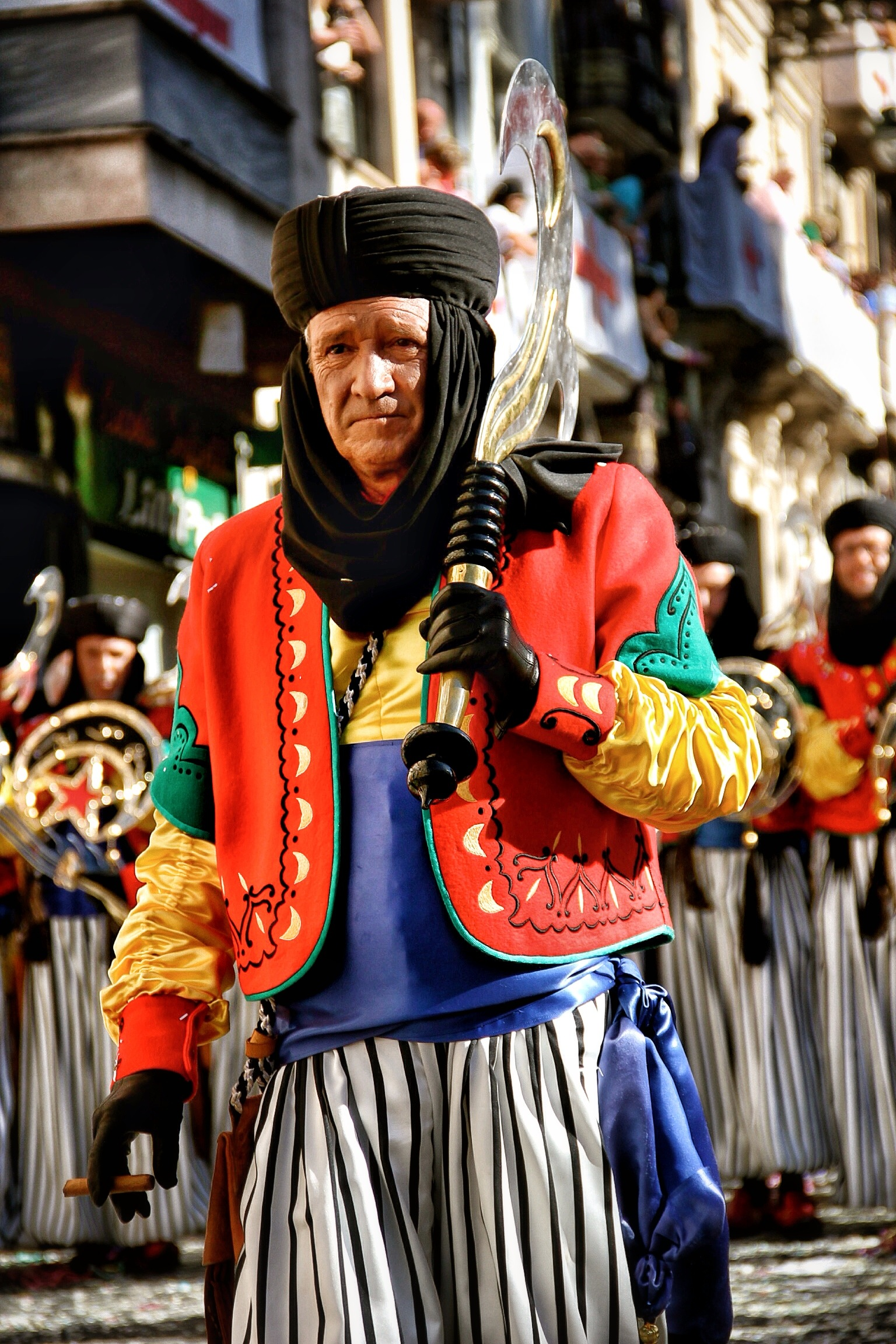
Filà Benimerines, 2014

- Llana: También conocida como "Primera de Lana", es la filá más antigua de las que se tiene constancia. Fue fundada a del siglo XVIII. El diseño de la filá está basado en la indumentaria que vieron comerciantes alcoyanos. El boceto más antiguo que existe está firmado por Pepe Mataix y desde ese boceto el traje no ha sufrido cambios aparentes. La vestimenta se compone de pantalones largos de color amarillo, chaqueta azul oscuro con bordados y un chaleco rojo con una palmera y dos canarios amarillos. En la cabeza lleva un turbante blanco enrollado en una faja, los zapatos son marrones y la faja verde. En 1805 ostentó su primera capitanía a cargo de Miguel Gironés. Además, esta filá fue la primera que tuvo el honor de acompañar la imagen de San Jorge hasta la iglesia de Santa María, así como la primera filá en incorporar la banda de música en las fiestas de 1817. En la filá participan cerca de 300 personas y es la más numerosa de todas. Desfila con la Unión Musical de Alcoy.
- Judíos: Se ha fijado la fundación de esta filá en 1817 aunque se cree que existió a finales del siglo XVIII. Es la segunda filá más antigua de las que desfila en las fiestas y se cree que su fundador es un tal "Barranquet" ya que a principios del siglo XX la escuadra giraba en la calle San Mateo, en la casa donde vivió este señor. La filá se llamó en un principio como Sultanes, pero en 1871 se cambió el nombre a Judíos tal y como la conocemos ahora. El diseño de la filá ha sufrido diferentes cambios a lo largo de su historia. Se inspiraron en la indumentaria turca en sus inicios, llevaban manta roja, turbante amarillo y rojo con una pluma azul y pantalones bombachos hasta los tobillos de color rosa. En 1913 cambió el traje de nuevo adaptándose una capa y un nuevo turbante blanco con rayas hasta 1943, además se levantó el pantalón a como se conoce ahora. En 1944 cambiaron el turbante de rayas por otro blanco con un triángulo amarillo. Tras la Guerra Civil, el turbante se cambió al actual blanco y rojo. El arma oficial es una espingarda, aunque en la escuadra llevan picos, palas o hachas, así como chaleco, manguitos negros, mochila y barba. Desfila con la Banda Filarmónica Benillobense.
- Domingo Miques: También conocidos como Miqueros, tiene su origen entre 1741 y 1745 bajo el nombre de Seda Verde, ya que la indumentaria es idéntica a la posterior Domingo Miques. A principios del siglo XIX se modificó el pantalón cambiando la seda verde por lana de color verde también con rayas negras. El diseño incluye, además del pantalón verde de lana, un chaleco rojo con un bordado posterior de un canastillo de flores, una chaqueta azul, un pañuelo blanco de seda en el cuello, una faja blanca con rayas rojas y dos borlas amarillas en los extremos, zapatos rojos y una panta amarilla con borlas rojas en los extremos. Además llevan un turbante turco de color blanco y morado. La escuadra además viste un peto negro de cuero y el panel en forma de lagarto en la espalda. Ocupó el tercer lugar de la fiesta bajo el nombre de Segunda de Lana por el uso del pantalón de lana, lugar que todavía ocupa. El primer cargo festero fue el Alférez en 1894. En la primera década del siglo XX la filá estuvo a punto de desaparecer por problemas económicos haciendo así que incluso un año no hubiera gente suficiente para recrear el acto de la Diana. Gracias a Roque Espí Picher la filá siguió en aumento durante el resto de los años posteriores. Desfilan con la Sociedad Musical Nueva de Alcoy.
- Chano: Su creación es incierta, pero aparece en el acta de la Asociación de San Jorge de 1839 como Tercera de Lana ocupando el quinto puesto hasta 1848 que obtendría el cuarto puesto por detrás de Domingo Miques y así perdura hasta día de hoy. Se intuye, como pasaba con las filaes de aquella época, que el nombre de Chano sería el nombre de su fundador o alguien importante dentro de esta, pero no hay documento que lo testifique. El diseño del traje antiguo está inspirado en los turcos, pero en 1918 se produjo el primer cambio de indumentaria hacia un estética árabe o norteafricana. El traje actual es de 1966 que incluye una camisa amarilla, un chaleco corto rojo con bordados de lana, pantalón bombacho de color oro viejo, faja rayada en blanco, azul, rojo y amarillo, chilaba marrón a rayas, bolsa moruna, turbante blanco y babuchas marrones. Su arma es una espingarda. Desfilan con la Unió Musical Contestana.
- Verdes: Filá de origen incierto, aunque se sabe que es anterior a 1839 ya que aparece en la primera acta de la Asociación de San Jorge. Era conocida como Sexta de Lana y participó en la fiesta de manera ininterrumpida desde 1866. En 1870 ostentó el puesto octavo de antigüedad, y al año siguiente el noveno. No fue hasta 1889 cuando la filá ocupa definitivamente el quinto lugar de antigüedad. En 1911 se produce un pequeño cambio en la indumentaria, cambiando la manta por un capote a rayas, así como la eliminación de la pluma en el turbante. El cambio drástico de la vestimenta fue en 1925 donde eliminan por completo el traje conocido y pasa a llevar una túnica de lana color sepia muy similar a la que llevaban en aquel entonces la filá Marrakesch. Tres años después volvieron al diseño anterior de pantalón verde. El diseño actual lleva el pantalón característico de color verde, chaqueta azul, faja amarilla, chaleco rojo bordado y zapatos marrones con media luna verde. Desfilan con el Ateneu Musical de Rafelguaraf.
- Magenta: La filá fue fundada en 1866 con el nombre de Beduinos. Diez años después, en 1876 cambiaron el nombre a Magenta, nombre recibido por el color característico de su pantalón. La Magenta fue la primera filá en incorporar a la mujer en los actos internos de la filá y también en incorporar la figura de los caballeros en 1977, que años después incorporaron todas las filaes hasta día de hoy. El diseño incluye un pantalón de seda de color magenta con fondo adamascado, chaqueta verde con puños de color rojo, chaleco rojo con pasamanería y medias lunas blancas, faja de seda de color oro viejo con adamascados, chilaba de color blanco con doble manga con remates verdes y marrones, zapatos verdes con detalles amarillos y media luna negra y un turbante blanco sobre el que sale un fez de color rojo. El diseño no ha sufrido apenas cambios desde su creación en 1865 salvo su capote y el turbante. Desfilan con la Unión Musical de Beniarrés.
- Cordón: Conocida también como Cuarta de Lana y popularmente se les llama Cordoneros, se tiene constancia de su existencia en 1817 aunque aparece de forma oficial en el acta de 1839 ocupando el quinto lugar en la fiesta. El nombre de Cordón proviene de su fundador Antonio Cordón, un personaje granadino afincado en Alcoy en aquel entonces. La mayoría de datos de la época no están registrados, pero se sabe que Antonio Cordón abandonó la ciudad de Alcoy. Los Cordoneros fueron pioneros de la ‘’Escuadra del mig’’ al lanzar una escuadra centenaria por error en 1960. El diseño de la filá apenas ha tenido cambios y es la única que actualmente aún conserva la pluma tricolor en su turbante. Desfilan con el Ateneu Musical de Cocentaina.
- Ligeros: Fue fundada el 6 de mayo de 1873 por Miguel López Bernabeu, aunque no fue hasta 1877 cuando participa por primera vez en las fiestas. Años después deja de participar en diferentes ocasiones y no fue hasta el 23 de mayo de 1900 que participa de forma ininterrumpida hasta nuestros días. El diseño actual es de 1927 y se compone de un pantalón rojo con rayas negras, faja a rayas verdes y blancas, peto amarillo, chaleco con fondo azul y bordados, zapatos amarillos y un turbante rojo y blanco con centro azul. Desfila con la Unión Musical de Planes.
- Mudéjares: Es conocida como ‘’Palominos’’. Fue fundada el 2 de junio de 1901, fecha en la que se presenta el diseño, pero no aparece en la fiesta hasta 1904. Desde su creación no se ha modificado el diseño. Está compuesto por una camisa azul, chaleco rojo, faja blanca listada de rojo, pantalón a rayas verdes sobre fondo amarillo y una bolsa. También llevan una capa y un turbante. Desfilan con la Sociedad Instructiva Musical de Benigánim.
- Abencerrajes: Fue fundada en 1902 en el seno de la Sociedad Artística Musical Apolo, aunque no apareció en las fiestas hasta 1904. Fue la primera filá en incorporar el cabo batidor y en uniformar a los músicos. El diseño es una túnica amarilla con rayas verdes y turbante blanco. Fue modificado en 1964 por Ramón Castañer al que incluyó una faja abrochada en el centro con chapa sobre cuero. Desfilan con el Cercle Musical Primitiva d’Albaida.
- Marrakesch: Fue fundada el 2 de junio de 1901 bajo el nombre de Moros de Marrakesch. El diseño rompe los esquemas de los trajes tradicionales utilizados en el siglo XIX en el bando moro. Utiliza una túnica, una faja color azul y un chaleco rojo. Desfilan con la Unión Musical “La Pau” de Beneixama.
- Realistas: Conocida anteriormente como Caballería de Realistas, Caballería de Moros o Primera de Caballería, nombre que recibe en 1886. La filá tiene origen incierto, pero se tiene constancia de ella en 1842. En 1926 deja de lado el caballo de cartón utilizado anteriormente, que fue recuperado en 1992 para la Diana vespertina del Cavallet. Ocupa el duodécimo lugar al incorporarse de pleno derecho en las fiestas. El diseño incluye un pantalón azul, peto rojo, chaleco azul, faja amarilla con dos caídas delanteras, zapatos amarillos, turbante blanco con una cinta azul y pico en metal dorado, capa y una espingarda. Desfilan con la Unión Musical Albaidense L’Aranya.
- Berberiscos: Fue fundada el 9 de mayo de 1869 bajo el nombre de Berbería y aparece al año siguiente como Caballería de Bequetes, nombre que recibe por su fundador José Vilaplana Serrat, que también era conocido como Bequetes o como popularmente se le sigue llamando ‘’Bequeteros’’. En 1891 cambia el nombre a Berberiscos y en 1926, igual que los Realistas pierden el caballo de cartón que utilizaban en la fiesta y ocupa el decimotercer lugar en orden de antigüedad al tener pleno derecho de participar en las fiestas. En 1994 recupera el caballo de cartón para participar en la Diana vespertina del cavallet junto a la filá Realistas. El diseño incorpora zapatos rojos, faja amarilla, capote de lana, pantalones de raso rojo, chaleco y peto azules con adornos de pasamanería y flecos dorados en las mangas, puños de metal amarillo, turbante blanco rematado por un casquete con una media luna. Desfilan con la Societat Instructiva Musical Real de Gandía.
- Benimerines: Fundada en 1980. Es la filá más reciente y fue fundada en 1980 para ser incorporada en la fiesta al año siguiente. El nombre proviene de la familia Banu Marín, dinastía bereber nómada, de origen sahariano. Fueron los propulsores de la ‘’tirà dels clavells’’ en la procesión de la Reliquia, así como los primeros en editar las Embajadas en formato casete. También son los fundadores del concurso radiofónico ‘’Nostra Festa’’, hoy llamado ‘’Alcoy-Fester’’. El diseño se compone de pantalón blanco a rayas negras, chaleco rojo, peto amarillo, faja azul, zapatos rojos y turbante negro. Desfilan con la Agrupación Musical de Manuel.

### Bando Cristiano

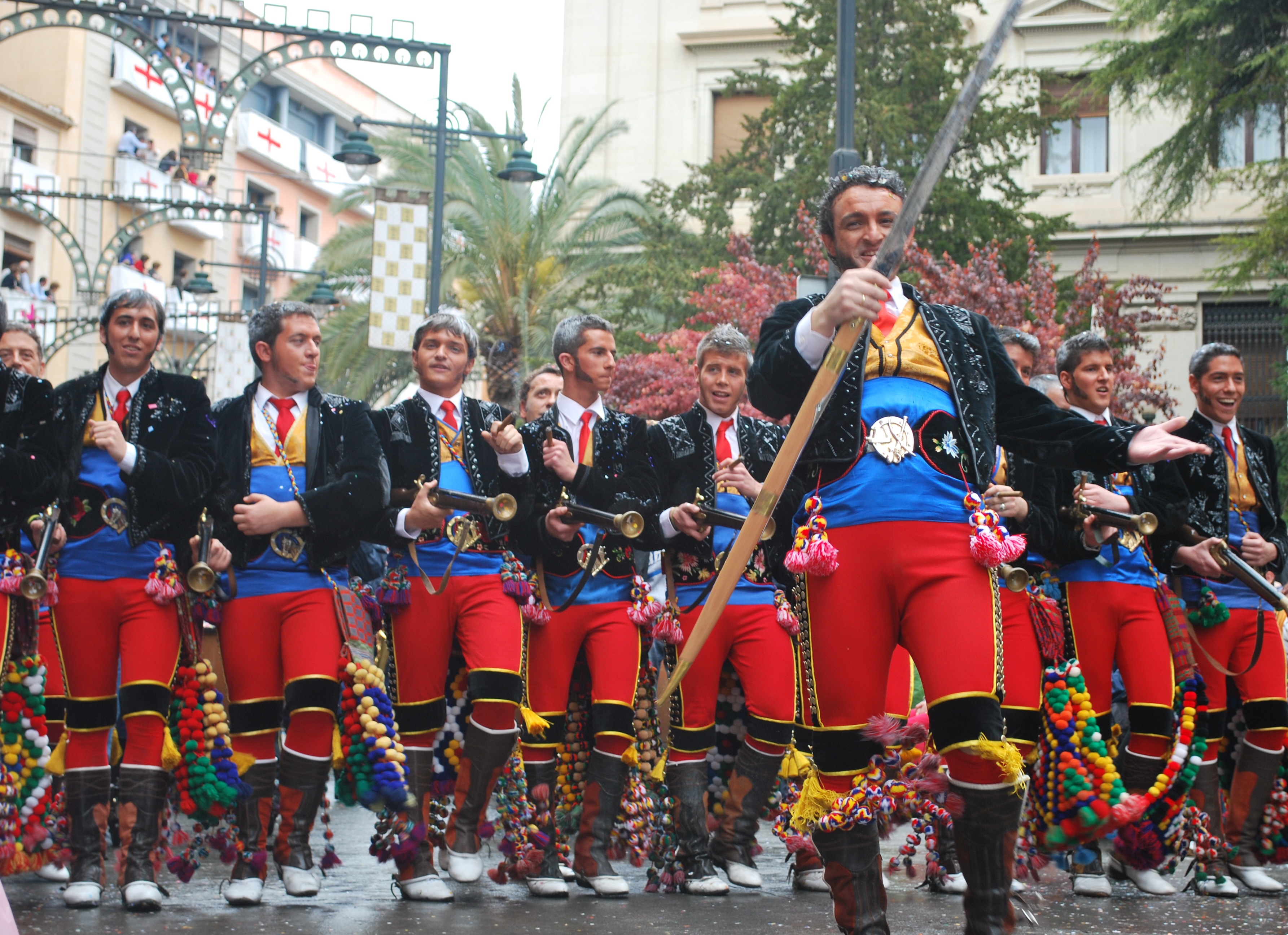
Escuadra Filà Andalusos, 2015

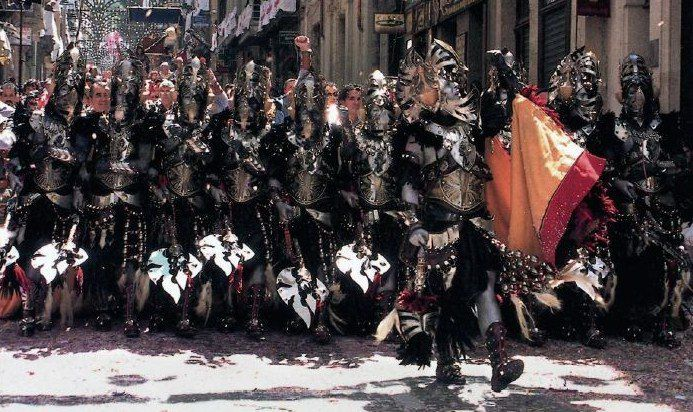
Escuadra de "negres" de la alferecía de la Filà Tomasinas en 2004.

- Andaluces: Sus inicios en la fiesta es incierta, pero se sabe que participaban en el siglo XIX, ya que aparecen en el acta de 1839. Es la filá más antigua del bando cristiano ocupando el primer lugar desde 1906. Su diseño es característico, al ser una de las pocas filaes que no tiene túnica y no ha variado en su indumentaria más que en una capa que fue sustituida por una manta, así como el arma que se utiliza para desfilar. También es característica la utilización de una navaja para desfilar en una escuadra utilizando un pasodoble en vez de una marcha cristiana. La primera escuadra que salió en la entrada fue en 1963. Participa en el acto del Contrabando desde 1916 junto a los Labradores. Anteriormente participaron junto a los Navarros, Estudiantes y Somatenes en este satírico acto mañanero del día del alardo. Desfilan con la Agrupación Artística Musical Real de Gandía.
- Asturianos: Conocida como "Creueta", es una de las filaes más antiguas que participan en las fiestas junto a los Andaluces y los Cides. Su origen es incierto, pero se tiene constancia de su participación anterior a 1839. En 1862 participaba en décimo lugar y no fue hasta 1909 que asciende al segundo lugar que aún hoy perdura. El diseño actual es de 1959 e incluye una cotamalla gris, túnica de terciopelo color ocre con fondo de castillos azules en mangas y túnica, y en el pecho la cruz de Don Pelayo. Desfilan con la Unión Musical Belginense.
- Cides: De origen incierto como las anteriores, ocupan el tercer lugar desde el siglo XX y se tiene constancia de su participación en la primera acta de 1839 bajo el nombre "del Sit". El diseño actual es de 1960 y se compone de una túnica roja que contrasta con una capa gris. Fue la primera filá en incluir escudo en una escuadra en la entrada. Desfilan con la Unió Musical d'Atzeneta d'ALbaida.
- Labradores: Fue fundada el 16 de mayo de 1842. Desde 1942 participan en la entrada con escuadra y no fue hasta 1989 que recuperaron las caballerías utilizadas anteriormente y además reparten entre el público los paperets de masero. El diseño utilizado es el traje típico valenciano con las alpargatas con cintas verdes, calzas blancas y ligas verdes, saragüells, camisa blanca y chaleco bordado tejido sobre fondo claro, pañuelo estampado en colores amarillo, negro, blanco y rojo. En la cabeza usan una montera de terciopelo con adornos florales, espigas de trigo y la imagen del Niño Jesús del Milagro. Llevan encima una manta de lana de diferentes colores. Desfilan con la Societat Musical Torissense de Toris.
- Guzmanes: Fue fundada en 1905 y salió por primera vez en 1907. Es una de las filaes del bando cristiano más numerosa con casi 400 integrantes. Es la única filá del bando cristiano que desfila con capucha en una escuadra. Cabe destacar también la utilización de la massa gusmana como arma. El diseño lleva una túnica gris con correas de cuero claveteadas, un faldón blanco y una capa de terciopelo granate. Además llevan un casco pulido en forma gótica. Desfilan con la Unión Musical El Deliri de Gorga.
- Vascos: Se creó en 1909 y fue pionera en utilizar una marcha cristiana por primera vez en la entrada en 1958 con motivo de su alferecía. Esta filá propuso en 1959 que la elección del personaje Sant Jordiet se hiciera a modo de sorteo por los aspirantes que se presentaran. El diseño incluye una camiseta y calzón de género de punto marrón, sandalias y correaje de entrepierna, una dalmática de lana de color crema con una cruz georgina en el pecho y grecas marrones sobre fondo azul. El correaje exterior es de cuero con puñal, casco y capa morada. Desfilan con la Banda de Lira de Cuatretondeta.
- Mozárabes: Aparece en la fiesta por primera vez en 1925 rememorando a los cristianos convertidos en moros. Son conocidos popularmente como "Els Gats" ya que en su sede había una gran cantidad de gatos. Se consolidó como filá en 1946 para formar parte de pleno derecho de las fiestas. El diseño actual es de 1953 y porta un casco metálico de forma redonda y terminado en punta con cubre cuello y cenefa de tela blanca con seis cruces bordadas en verde. La túnica es de color granate con un escudo en el centro en el que figuran dos medias lunas y dos leones rampantes. Las hombreras y el cinturón son de cuero y la capa de color hueso. Desfila con la Banda Primitiva de Palomar.
- Almogávares: Fue fundada en 1933 con el nombre de Primera de Astures o simplemente Astures, También son conocidos por "La Llaganya" porque su fundador tenía obstruido un lagrimal por el que tenía que secarse constantemente con un pañuelo, por ello se le llamó el "tío Lleganya". En 1969 cambió el nombre de Astures a Almogávares que hasta hoy se conoce y cambiaron su diseño al actual que no ha sufrido cambio. El diseño se compone de una túnica roja de terciopelo con un dragón azul bordado en el pecho sobre el que lleva dos cadenas metálicas. La túnica lleva bordeada una silueta de almenas en azul y blanco. Desfilan con la Unió Musical de Llutxent.
- Navarros: Se fundó en 1870 como tal, aunque aparece inscrita en 1863. El primitivo traje de Navarro recordaba al que llevaban los Requetés. Fue partícipe del acto del Contrabando hasta 1903, año de desaparición de esta. No fue hasta 1918 que vuelve a resurgir definitivamente en la fiesta con un traje muy distinto al actual y por supuesto al anterior. El diseño del traje actual es de 1963 y presenta una dalmática a cuarteles de terciopelo con una cruz de San Jorge y cadenas del Reino de Navarra con emblemas heráldicos, una capa tono ocreo o miel y completa el diseño un casco metálico, cotamalla gris y elementos ornamentales de cuero. Desfilan con la Societat Musical Beniatjarense.
- Tomasinas: El origen de esta distintiva filá se remonta a principios del siglo XIX, aunque es incierto, ya aparece en la primera acta de 1839. Existieron dos filaes llamadas Tomasinas Viejas y Tomasinas Nuevas. La filá actual es de 1940 haciendo acto de presencia en la Gloria, aunque no fue hasta 1942 cuando participan en la entrada. El diseño utilizado hasta 1954 fue el de las Tomasinas Viejas. El actual se compone de una túnica azul de terciopelo, capa roja, cotamalla gris y un casco dorado con pluma roja.
- Montañeses: Fue fundada en 1921 en el Círculo Industrial. El diseño revolucionó al bando cristiano de la época al utilizar lo que se popularmente se llama la escata, una coraza con chapas de aluminio. El diseño primitivo fue modificado en 1960 de forma completa en la que se incluye además de la escata una túnica de terciopelo verde ribeteada con fieltro rojo, cinturón de cuero en el que se incluye una pistonera, unos manguitos y una bolsa también de cuero. Desfilan con la Unió Musical de L'Orxa.
- Cruzados: Se creó en 1945, en plena postguerra para recuperar la fiesta con la introducción de nuevas filaes, siendo esta la primera filá creada después de la guerra civil española. Originalmente se inscribió como Bravos, pero fue cambiada antes de su primera aparición en las fiestas por los Cruzados. El diseño se compone de una túnica de terciopelo blanco y capa zul con ondas. Incluye además un casco y una cotamalla de color verde. Desfilan con la Unión Musical de Agres.
- Alcodianos: Aunque la actual filá de Alcodianos fue fundada en 1959 desde la Asociación de Antiguos Alumnos Salesianos, la filá existió desde 1912, pero desapareció en 1923. Es la filá encargada desde 1974 de la entrega de llaves del castillo al Capitán Cristiano en la Plaza de España. El diseño destaca por su túnica verde con unos castillos de cuero y el escudo de Alcoy en el pecho. La escuadra desfila con un peto con la Cruz de San Jorge y una capa blanca en la que cuelga el escudo de la filá. Desfilan con la Societat Musical Cultural de Penáguila.
- Aragoneses: Es la filá más reciente en el bando cristiano. Se fundó en 1961 en la barriada de Batoi gracias a varios vecinos de este mismo barrio, aunque ya existió una filá de Aragoneses en 1859 de la cual se tiene constancia. El traje incluye una capa verde, túnica negra, peto en tonalidad marrón en la que destaca en el centro el escudo de la corona de Aragón, mangas y faldones ribeteados con la cuatribarrada y una ballesta como arma. Desfilan con la Sociedad Musical Nova de Palomar.

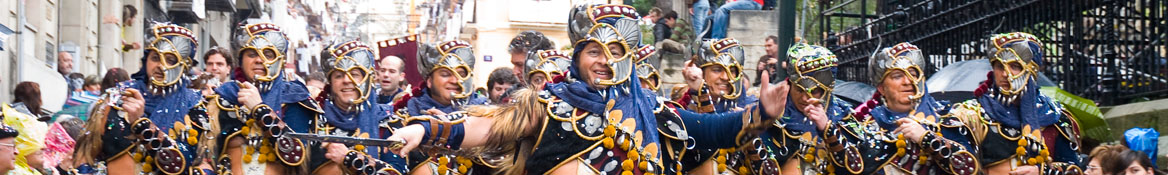
Escuadra especial, Filà Andaluces, año 2010.

### Filaes desaparecidas
Antiguas comparsas o filaes que participaron en algún momento en la fiesta. Algunas de estas filaes se han utilizado para Glorias centenarias o especiales a modo de recuerdo.
Bando Moro:
- Marruecos (1855-1866)
- Bacora (década 1850-1884)
- Juan (???-1895)
- Tapiadores (???-1876)
- Moros Elegantes (???-1897)
- Rifeños (1876-1878)
- Turcos (1887-1905)
- Granadinos (1901-1911)
- Almohades (1903-1906)

Bando Cristiano:
- Antigua Veneciana (1856-1862)
- Caballería de Austriacos (???-1871)
- Caballería de Húsares (1858-1873)
- Caballeros Cristianos (1859-1861)
- Caballería de Lanceros
- Guerreros (1839-1841)
- Monasillos (1839-1842)
- Antigua Inglesa (1858-1862)
- Capellanes (???-1904)
- Somatenes (???-1878)
- Romanos (???-1878)
- Antigua Española (???-1878)
- Tomasinas Nuevas (???-1907)
- Marineros (???-1889 / 1895-1897)
- Vizcaínos (???-1876)
- Garibaldinos (???-1878)
- 1.ª de Estudiantes (???-1889)
- Ángeles (???-1878)
- Caballería Peaco (???-1909)
- Caballería Sequetes (???-1889 / 1897-1904)
- 2.ª de Estudiantes (1888-1915)
- Mosqueteros (1896)
- Caballería de Asalto (1896)
- Marinos (1897)
- Voluntarios Catalanes (1900-1902)
- Caballería de Cazadores (1903-1905 / 1907)
- Salomonistas (1907-1912)
- Campeadores (1909-1910)
- Escuadrón de San Jorge (1910-1922)
- Visigodos (1925-1941)

## Capitanes y alféreces
Cada año a una filá le toca desempeñar los cargos principales de las Fiestas de Moros y Cristianos de Alcoy: Capitán Cristiano, Capitán Moro, Alférez Cristiano y Alférez Moro. Las alferecías se representan un año antes de que la capitanía y se incluyen escuadras de negros, boatos, ballets, carrozas y espectáculos. Las capitanías son el cargo más importante y se suceden rotativamente.

## Asociación
La Asociación de San Jorge (en valenciano y oficialmente, Associació Sant Jordi) es la entidad encargada de su organización, y declara que sus fines son fomentar el culto y devoción a San Jorge, cuidar su templo, y conservar las tradiciones relacionadas.
La Asociación aparece reglamentada como tal y con el nombre actual en el año 1883, si bien tiene una predecesora llamada Junta de Devotos del Santo, que aparece en documentos del siglo XVIII, y que pasaría a ser la Junta de Directores del Señor San Jorge, de la que se conservan las primeras actas y reglamentos fechados en 1839.

## Museo
El Museu Alcoià de la Festa (MAF) de Alcoy es un museo dedicado íntegramente a las fiestas de Moros y Cristianos de Alcoy, en donde el visitante puede experimentar todos los detalles, aspectos y sentimientos que rodean a la fiesta. Fue actualizado y reformado en el año 2006. Es popularmente conocido como el Casal de Sant Jordi. Se halla en la C/ Sant Miquel números 60-62, en el casco viejo de Alcoy.

## Desarrollo de la fiesta
Los días tradicionales son 21, 22, 23 y 24 de abril. Actualmente, a petición del Consejo Económico y Social las fiestas se trasladan al fin de semana más próximo del 23 de abril o, en caso de que Pascua caiga muy tarde, a un fin de semana de mayo.

### Día 21 de abril. Día de los músicos

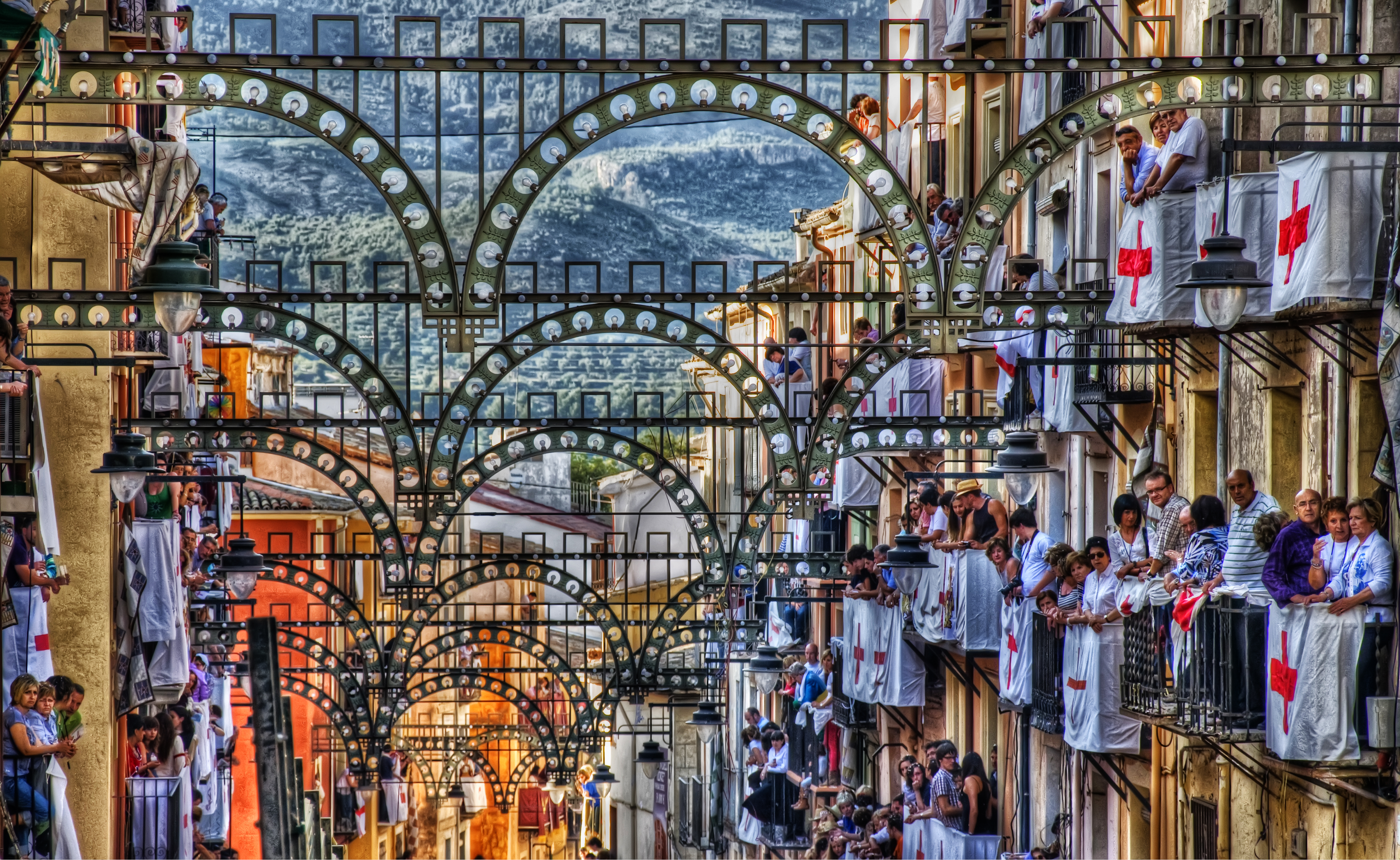
Actual enramada.

A las 19:30 horas se celebra el desfile de las Corporaciones Musicales, desde la avenida del País Valencià, (en el cruce con la calle de Santa Llúcia), hasta la plaza de España, donde se interpretará conjuntamente por todas las bandas participantes el Himne de la Festa, compuesta por Gonzalo Barrachina Sellés (1869-1916) con letra del poeta Eugenio Moltó. El himno está basado en la pieza mora El Sig de la zarzuela La Bella Zaida del mismo compositor. Fue compuesto y declarado Himno de Fiestas en 1917 como homenaje póstumo al maestro compositor. El Himno de Fiestas fue declarado Himno Oficial de Alcoy en 1965.
Himno de Fiestas de Alcoy
Nostra festa ja
cridant-nos està
cridant està
amb veu i ale que és vida
per tots és beneïda
beneïda.
Visca! Visca!
Llaor, llaor,
per donar-te esplendor
riu en l'esfera
la Primavera.
Llaor, llaor,
per donar-te esplendor
riu en l'esfera
la Primavera.
Visca! Visca!
Más tarde llega la cena típica, la noche de la olla (nit de l'olla) que consiste en ese contundente guiso: la olleta alcoyana, hecho a base de alubias. Desde las 21:30 hasta la 01:00 horas desfilan (de paisano) todas las filaes hacia la plaza de España (recorridos cortos desde la parte alta y baja adyacentes a esta plaza), son las filaetes.

### Día 22 de abril. Día de las entradas

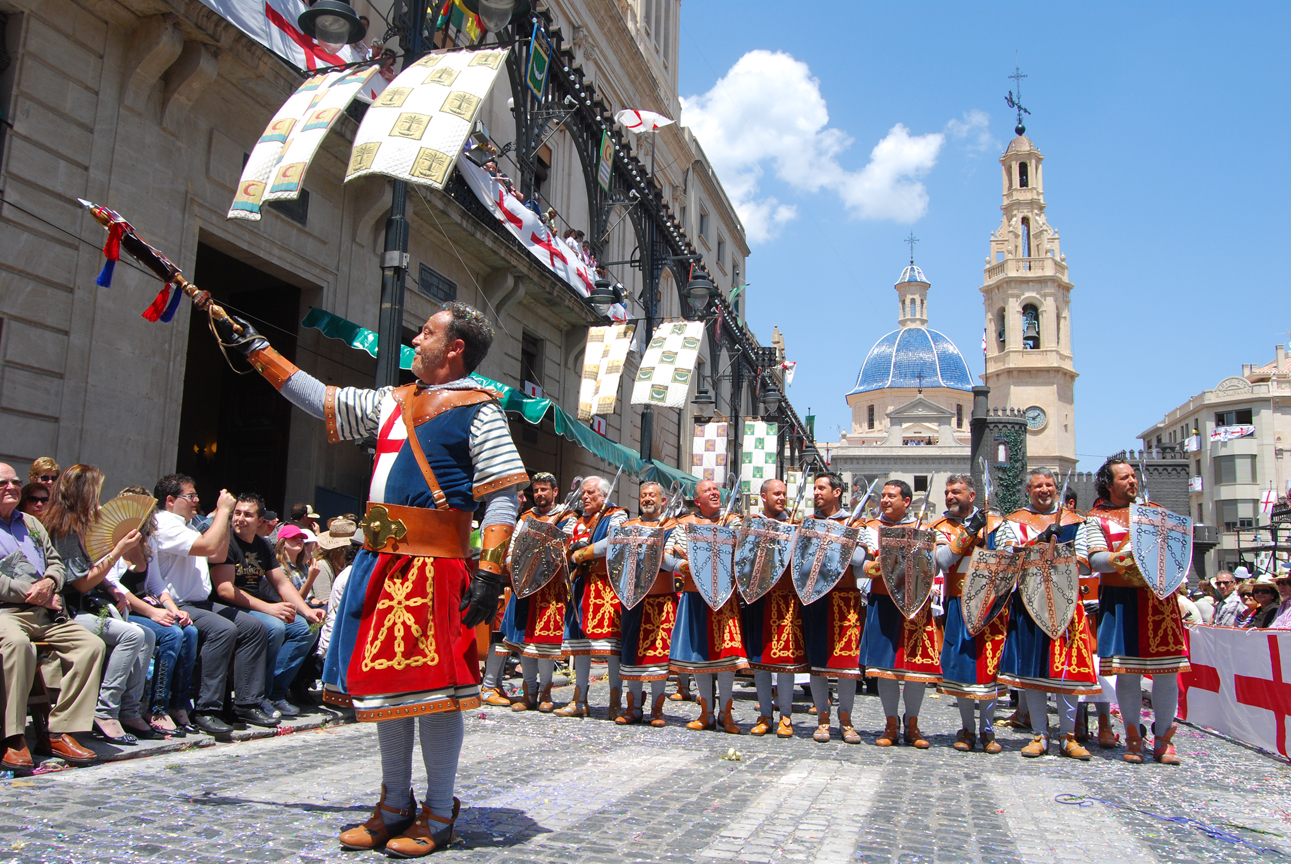
Escuadra de la Filà Navarros

Propiamente, es el primer día de fiestas. A las 5:00 de la mañana se celebra la misa en la parroquia de Santa María. A las 5:45 de la mañana será izada la enseña de la cruz en el castillo. Acto seguido el rezo del Avemaría y la interpretación del Himne de la Festa inicia la primera diana, desfile en el que cada una de las escuadras desfila con una escuadra de 10 festeros, el cabo de escuadra y banda. Su recorrido actual es: Se inicia en Plaça d'Espanya frente al Ayuntamiento y siguiendo por Sant Tomàs, iglesia de San Jorge, Sant Jaume y plaça Emili Sala (Terrer), finalizando ante la Residencia Emilio Sala. Sale de nuevo desde la avenida del País Valencià a la altura de la calle Capellà Benlloch, y sigue por Sant Llorenç, Sant Francesc, finalizando a la altura de la placeta de la Creu Roja. Arranca nuevamente en el Partidor y discurre por Sant Nicolau, finalizando a la altura de la calle Sant Maure.
A las 10:00 y desde el Partidor comienza la entrada cristiana, con el capitán cristiano precedido por su boato y seguido por el resto de escuadras cristianas, cuyo desfile cierra el otro cargo, el alférez cristiano. Su itinerario es el siguiente: Inicia en el Partidor, sigue por Sant Nicolau, plaça d'Espanya (al Capitán Cristiano se le hace entrega de las llaves de la villa aproximadamente a las 10:45), sigue por Sant Llorenç acabando al final de la avenida del País Valencià.
A las 17:00 comienza la Entrada Mora, con idéntico orden, Capitán, resto de escuadras y cierra el Alférez.

### Día 23 de abril. Día de San Jorge

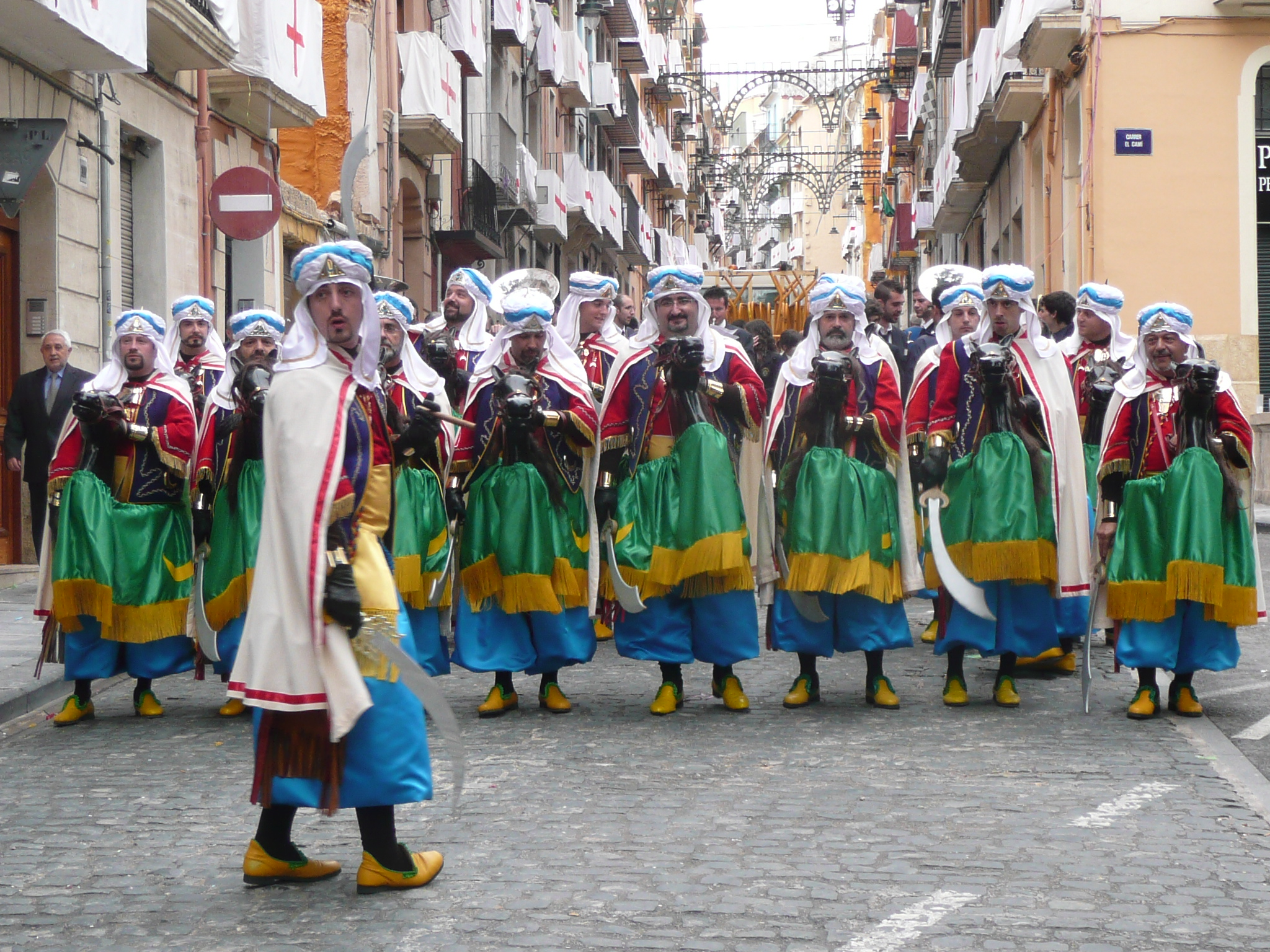
Diana dels cavallets, Filà Realistas, 2011.

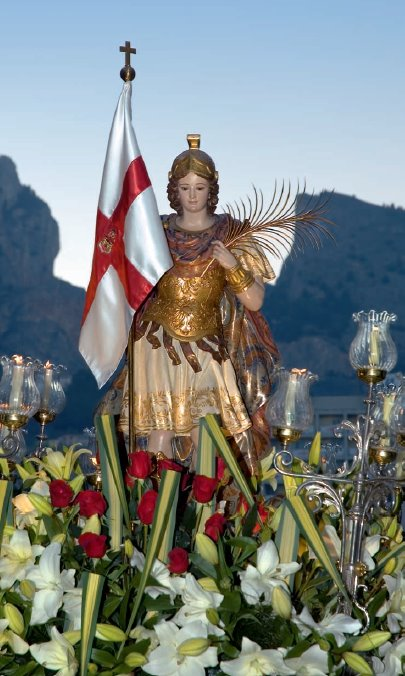
Imagen del Xicotet

A las 9:00 se celebra la segunda Diana, igual que la primera salvo en que los participantes son niños. Su recorrido para los Cristianos es desde la Font Redona hasta la plaza y los Moros desde la avenida del País Valencià, a la altura de la calle Bambú hasta la plaça d'Espanya.
La filà Benimerines altera el orden de las filaes moras en la segunda Diana para el lanzamiento de claveles de la Procesión de la Reliquia.
A las 11 se hace una procesión con la reliquia de San Jorge, desde la iglesia consagrada a este santo hasta la de Santa María y en la que participan los cargos festeros y Sant Jordiet. Uno de los momentos más emotivos de esta procesión es cuando en la calle San Lorenzo se lanzan pétalos de rosa blancos y rojos al paso de Sant Jordiet, convirtiendo la calle en una alfombra de pétalos. Esta procesión acaba en una espectacular misa en la que se interpreta la Missa a Sant Jordi, de Amando Blanquer.
A las 18:00 horas de la tarde se hace una diana vespertina, llamada dels cavallets, en la que participan las escuadras de los Realistas y de los Berberiscos vestidos con unos caballos de cartón piedra que recuerdan a cuando eran filaes de caballería.
A las 19:30 se realiza la Procesión General, en la que el orden es el siguiente:
1. Heraldos
2. Devotos y festeros con cera
3. Filaes moras
4. Filaes cristianas
5. Capitán y alférez moro
6. Capitán y alférez cristiano
7. Mossén Torregrosa
8. Sant Jordiet, junta directiva y reliquia.
9. Autoridades y figura ecuestre de San Jorge.

Su recorrido es el siguiente: Desde la placeta del Carbó sube por la calle Pintor Casanova (Major) donde se incorporará el Clero, Reliquia y Autoridades, siguiendo por la Plaça d'Espanya, Sant Nicolau, plaça Ramon i Cajal, Sant Francesc, Mossèn Torregrosa, L'Escola, Sant Tomàs al templo de San Jorge.
Al finalizar la Procesión General, alrededor de las 21:30 horas, se lanza desde el Pont de Sant Jordi un espectacular castillo de fuegos artificiales.
Por la noche se hace la retreta, un desfile informal, en el que los festeros desfilan sobre carrozas lanzando objetos, pequeños regalos, al público. Antiguamente era un concurso de faroles.

### Día 24 de abril. Día del alardo (dia dels trons)

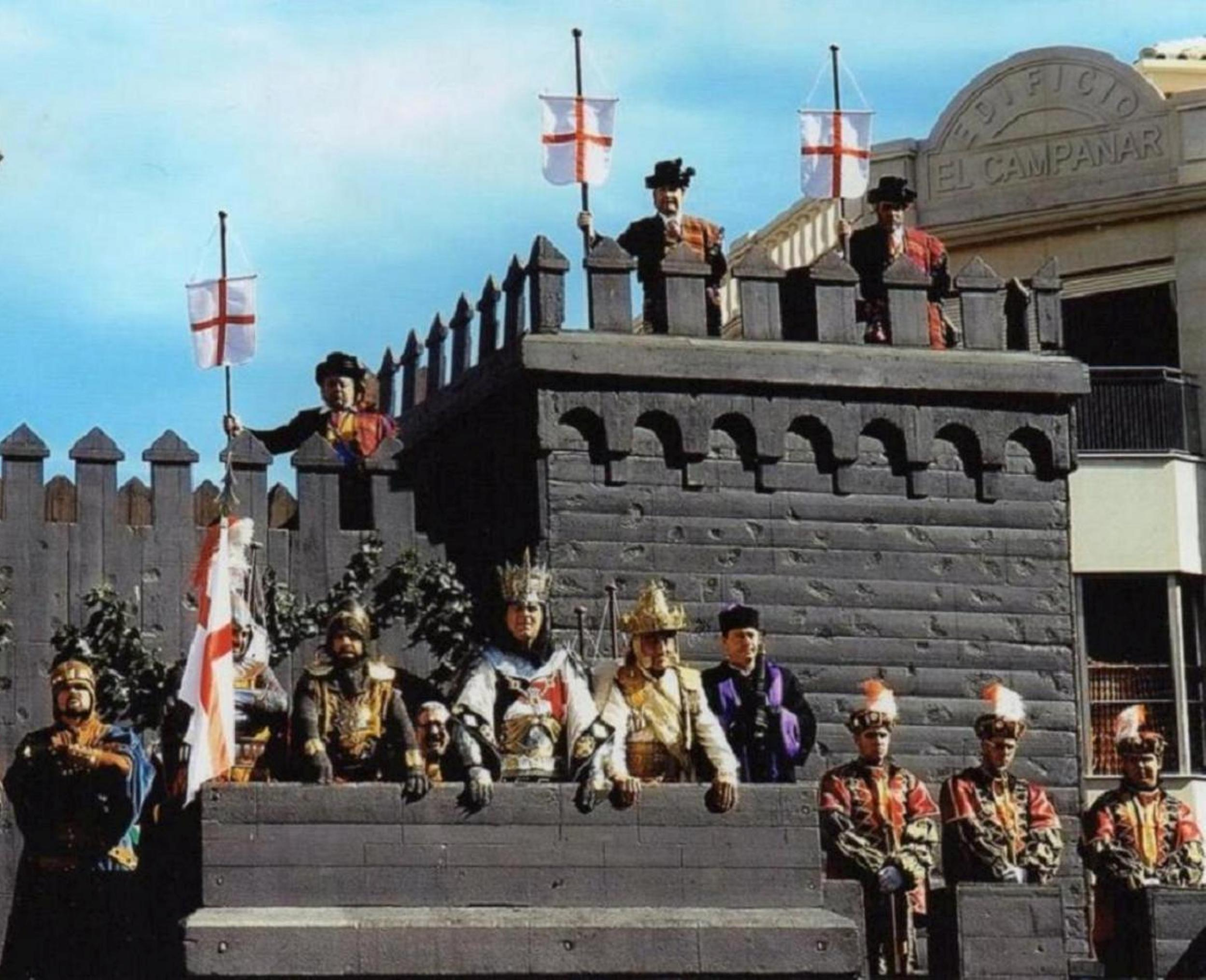
Embajada Cristiana durante el día del alardo, 2009.

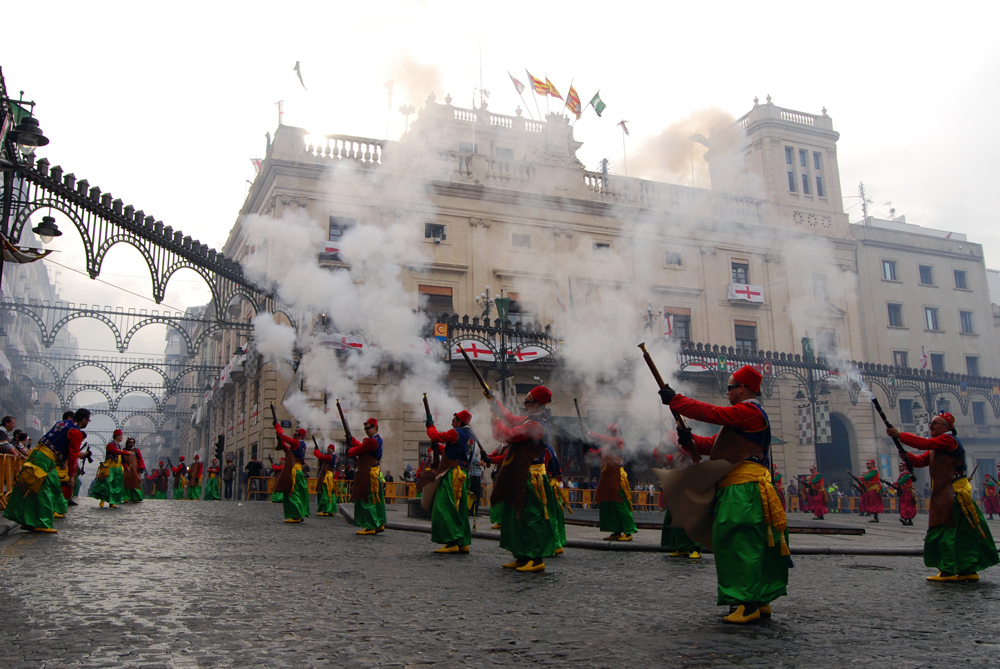
Filà Cordón en el alardo, 2011.

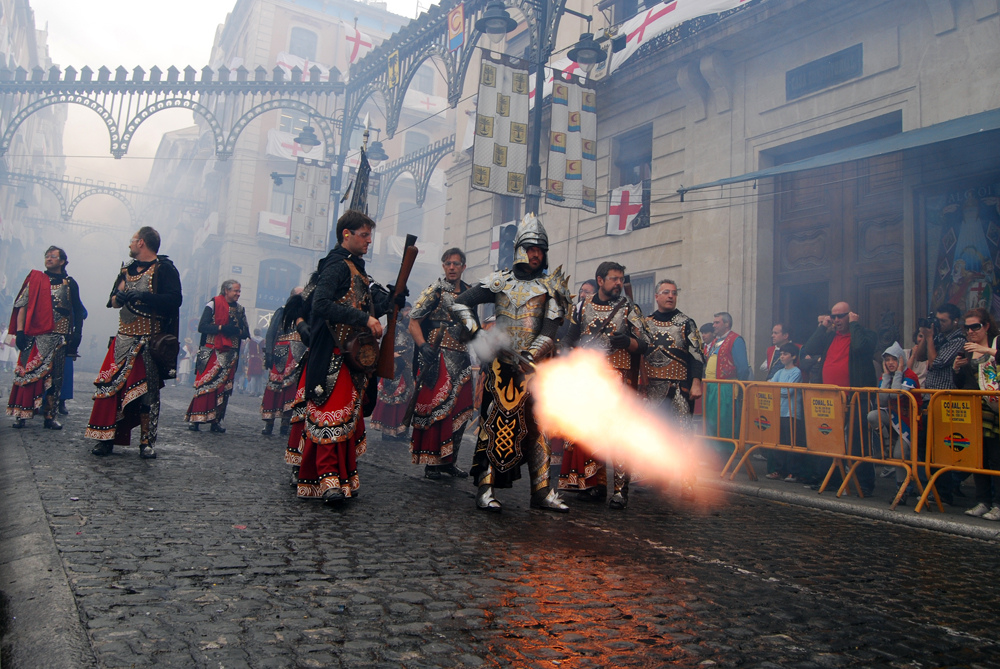
Capitán Filà Asturianos disparando en el alardo, 2011.

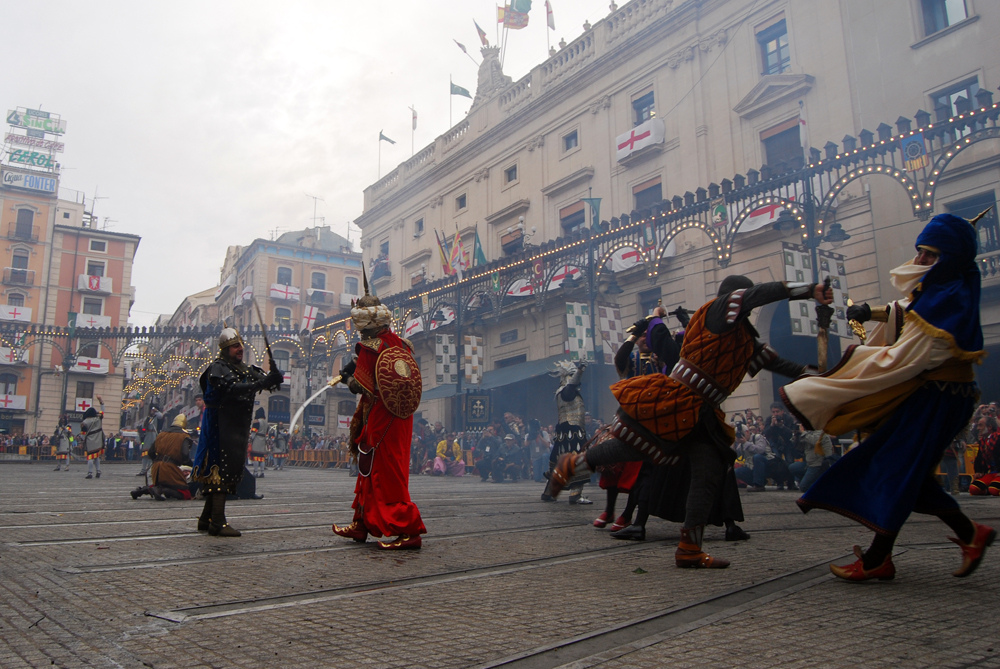
Batalla vespertina, 2011.

A las 8 de la mañana se realiza el acto del Contrabando en la Plaza de España y con el Castillo como escenario, antiguo acto que realizan la Filà Andaluces y la Filà Labradores.
A las 8:45, Guerrillas. Despliegue aislado de las Filaes en escaramuzas con fuego de arcabucería, por diversas calles de la población, y salvas de pólvora ante el monumento a San Jorge de La Rosaleda, finalizando alrededor de las 9.
A las 10, Estafeta y Embajada Mora. Después de cesar el fuego de guerrillas, toma de posesión simbólica de la fortaleza por el Capitán y Alférez cristianos, Sargento, Embajador y Mosén Torregrosa, así como sus respectivas Filaes, y a continuación tiene lugar la Estafeta, acto en el que un jinete moro, en veloz carrera, es portador de un mensaje de intimidación. Rasgado el pergamino se concede la EMBAJADA y es el Embajador Moro quien pretende rendir el Castillo con su altivo parlamento.
A las 16:30, Estafeta y Embajada Cristiana. Actos análogos a los de la mañana. El cristiano desea recuperar sus lares y desencadena de nuevo una batalla de pólvora que termina sobre las 19.30 con el triunfo cristiano, arriándose la enseña mora e izando la victoriosa enseña de la Cruz.
Terminada ya la lucha, a las 8, los Capitanes y Alféreces de ambos bandos, con sus Filaes respectivas, el Sant Jordiet, con su Filà, Mossén Torregrosa, Asamblea General de la Asociación de San Jorge y autoridades devolverán, desde la parroquia de Santa María -Placeta del Fossar- hasta la iglesia de San Jorge, la imagen del Xicotet que presidió el solemne Triduo, y ya en la iglesia patronal, ante el lienzo que pintó Fernando Cabrera Cantó, se rezará en acción de gracias por la Fiesta a punto de terminar.
A las 21:30. aparición de San Jorge sobre las almenas del Castillo, entre el volteo de campanas, acordes del "Himne de la Festa", nubes de color y destellos de luz. Sant Jordiet concita todas las miradas del pueblo que ve así, de manera poética y sublime, simbólica y tradicional, cómo finaliza su trilogía abrileña en recuerdo de gratitud perenne a su santo patrón.
Al finalizar el acto, en la Plaza de España y calles adyacentes, se realizan los populares soparets, una despedida llena de ingenio, plena de añoranza y rica en ocurrencia de los grupos de distintas Filaes que, voluntariamente, intervienen en el acto.

### Otros actos

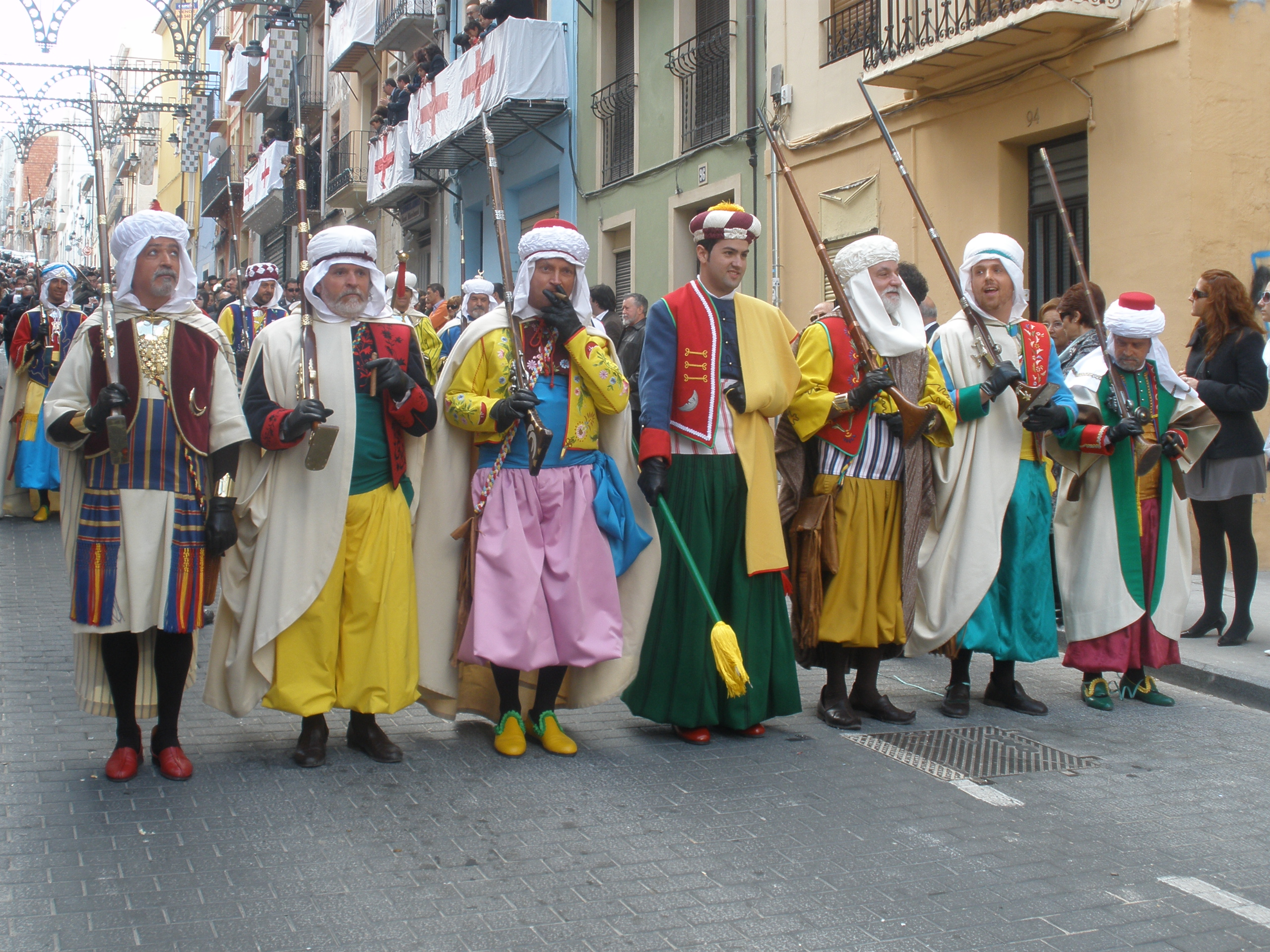
Día de Gloria, 2010.

El día de Pascua de Resurrección al toque de Gloria tiene el acto de la proclamación de las fiestas, llamado popularmente el acto de la Gloria. Por distintas calles del casco antiguo de Alcoy discurren las bandas de música con los bandos moro y cristiano representados por un miembro de cada Filà. Otro miembro de cada filà acude al preventorio Mariola la Asunción y al Hogar San José en el llamado acto de la Gloria del Hospital. En otro domingo se hace el mismo acto principal pero con niños y con un recorrido más corto. Al finalizar los actos se lanza una mascletá en la Plaza de España.
El 1 de abril se descubre el cartel de las fiestas del año corriente en la fachada del Ayuntamiento con el lanzamiento de un castillo de fuegos artificiales.
Desde el día de Pascua hasta el inicio de las fiestas por la noche se hacen las populares entraetes por las calles de San Lorenzo y San Nicolás.
En octubre se celebra el mig any con concurso de Olleta Alcoyana en el Parque de la Glorieta donde participan todas las filaes. Por la noche entraetes. En otro fin de semana se celebra la fiesta de Moros y Cristianos en Fontilles donde acuden las filaes de cargos, Sant Jordiet y el resto de filaes a voluntad propia. Se vuelven a vestir con el traje de cada filà y desfilan por las calles de lugar.

## Bebidas típicas
Entre las bebidas propias de las fiestas alcoyanas encontramos el consumo de café licor, bebida espirituosa que se toma sola o acompañada en combinados como el plis-play (mezclado con refresco de cola) o la popular mentira, en la que va combinado con granizado de limón. También es popular el consumo de este granizado con licores, como por ejemplo el whisky (la llamada sonrisa alcoyana).
Por otro lado está el herbero, licor hecho con anís dulce y hierbas maceradas provenientes de la sierra Mariola y el Biri biri.